# جنازة حسن نصر الله
جنازة حسن نصر الله هي عبارة عن تشييع جثماني الأمين العام السابق لحزب الله السيد حسن نصر الله الذي اغتيل في غارة جوية إسرائيلية على ضاحية بيروت الجنوبية في 27 سبتمبر 2024، وخلفه السيد هاشم صفي الدين الذي كان يشغل منصب رئيس المجلس التنفيذي لحزب الله وانتُخب أمينًا عامًا للحزب خلفًا لحسن نصر الله وقد اغتيل بدوره في غارة إسرائيلية أخرى بعد عدة أيام في 3 أكتوبر 2024.
أعلن الأمين العام الحالي لحزب الله، الشيخ نعيم قاسم في خطابه عن تحديد موعد التشييع في 23 فبراير 2025. وقال إن دفن السيد حسن نصر الله سيتم في قطعة أرض تقع على طريق مطار بيروت، بينما سيُدفن هاشم صفي الدين في بلدته في دير قانون النهر. وكان نصر الله قد دفن مؤقتًا في مكان سري حتى موعد تشييعه.
شارك في الجنازة، بحسب التصريحات، ممثلون من نحو 79 دولة، مع مشاركة واسعة من وسائل الإعلام المحلية والدولية.
أثارت أحداث التشييع اهتمامًا إعلاميًا واسعًا وغير مسبوق، حيث تبادل مؤيدو حزب الله من جهة شعار "إنّا على العهد" وأبدوا رغبتهم في جعل ضريح نصر الله مزارًا، في وقت قال منتقدو الحزب من جهة أخرى، أن دفن نصر الله يمثل نهاية حزب الله، في ظل الظروف الصعبة التي يعيشها الحزب بعد الصراع القاسي والمستمر مع إسرائيل، الذي يُعد من أصعب المراحل في تاريخه. وأتت هذه الجنازة في وقت واجه فيه حزب الله وضعًا ضعيفًا. ورغم محاولاته المستمرة لتأكيد قوته، إلا أنه عانى من هزائم على مختلف الجبهات، بما فيها سيطرة إسرائيل على خمس نقاط استراتيجية في جنوب لبنان، مما وضع الحزب في موقف محرج. إضافة إلى ذلك، فالحزب مراقب دوليًا ولا يستطيع القيام بأي نشاط عسكري بالقرب من نهر الليطاني. كما أن الجنازة تبرز أيضًا فشل الحزب في التأثير على العملية السياسية اللبنانية، حيث لم يتمكن من التأثير في انتخاب الرئيس جوزاف عون أو في تعيين نواف سلام رئيسًا للحكومة.

## خطاب نعيم قاسم
ألقى نعيم قاسم كلمة خلال مراسم التشييع عبر شاشة عملاقة، أكد فيها التزام الحزب بمواصلة المقاومة والدفاع عن فلسطين. وقد وصف نصر الله بأنه قائد تاريخي، وشدد على أن حزب الله سيظل يواصل الجهاد ويدافع عن القضايا العادلة، بما فيها قضية فلسطين. كما تحدث عن التحديات التي واجهها الحزب في مقاومته ضد إسرائيل، مؤكداً أن المقاومة لن تتوقف مهما كانت الظروف.
وحسب بعض المحللين، حاول نعيم قاسم تقليد أسلوب نصر الله في خطابه من خلال رفع صوته واستخدام بعض العبارات الحماسية مثل "هيهات منا الذلة"، إلا أن البعض رأى أنه لم يتمكن من استعادة الكاريزما التي كان يتمتع بها نصر الله.
وفي السياق ذاته، تم تسليط الضوء على التناقض بين تصريحات قاسم حول المقاومة والإجراءات العسكرية الفعلية على الأرض. في حين أكد قاسم أن الحزب مستعد لمواصلة المقاومة، كانت الطائرات الإسرائيلية تحلق فوق الحدث، وشنت غارات على مواقع لحزب الله في مناطق مختلفة. هذا يظهر أن هناك فرقًا بين تصريحات الحزب والقدرات العسكرية الفعلية لإسرائيل التي كانت قادرة على تنفيذ عمليات رغم التهديدات التي أطلقها قاسم.
وأثارت تصريحات قاسم امتعاضاً لدى بعض المصادر السياسية التي اعتبرتها استفزازية ومتناقضة مع خطاب القسم للرئيس جوزاف عون.

## الترتيبات اللوجيستية والأمنية والإعلامية
تمت مراسم التشييع في مدينة بيروت الرياضية. واستغرقت المراسم خلال اليوم من الصباح إلى المساء.
شملت المراسم موكبًا جنائزيًا رسميًا في شوارع بيروت، ومراسم تأبين في مقر حزب الله، وخطابات من قادة الحزب وشخصيات سياسية بارزة، بالإضافة إلى صلاة الجنازة في مسجد رئيسي. ونقل النعشان في آلية خاصة إلي مكان الدفن. وتم فرض إجراءات أمنية مشددة في بيروت وحولها، وإغلاق بعض الطرق الرئيسية وفرض قيود على حركة المرور، إلى جانب انتشار مكثف لقوات الأمن اللبنانية وعناصر حزب الله.
تم تشكيل لجنة عليا للمراسم تضم عدة لجان فرعية عملت على تنظيم مختلف جوانب الحدث، بمشاركة أكثر من 20 ألف شخص من مختلف الاختصاصات. عملت اللجان على عدة مستويات لضمان سير التشييع بشكل منظم وآمن. ومنها لجان ميدانية وإعلامية وأخرى خاصة بالحماية والعلاقات الدولية. كما كان هناك برنامج خاص لوسائل الإعلام يتيح تغطية جميع الفعاليات المرافقة للتشييع، مثل استقبال الضيوف وتحضيرات المناسبة. وعملت اللجنة الإعلامية الخاصة بالحدث على تنظيم تغطية إعلامية غير مسبوقة. وقال الشيخ ناصر أخضر، رئيس اللجنة الإعلامية، إن التغطية الإعلامية للتشييع هي الأضحم من نوعها في تاريخ لبنان، حيث شملت النقاط التالية:
1. مشاركة أكثر من 400 مؤسسة إعلامية محلية ودولية.
2. توفير 120 كاميرا موزعة على 25 نقطة لتغطية الحدث.
3. إنشاء مركز إعلامي متخصص لتقديم الخدمات للصحفيين والإعلاميين في المركز الثقافي لبلدية الغبيري.
4. توفير تغطية وبث مباشر بأربع لغات على الأقل.
5. إتاحة 15 موقعًا مخصصًا للتصوير الإعلامي.
6. تنظيم برامج وثائقية وتسجيلية خاصة بالمناسبة.
7. مشاركة أكثر من 30 فريقًا إنتاجيًا محليًا ودوليًا في إنتاج أفلام وثائقية عن الحدث.
8. دعوة للمشاركة في نشر المحتوى عبر وسائل التواصل الاجتماعي تحت شعار "إنا على العهد".[17]

## دعم طهران للمناسبة
أكدت إيران أنها تشارك على أعلى المستويات في الجنازة، حيث يحضرها كبار المسؤولين الإيرانيين. وقال المتحدث باسم وزارة الخارجية الإيرانية، إسماعيل بقائي، إن بلاده ستحرص على إرسال دعم قوي لحزب الله في هذا اليوم التاريخي.

## موقف الشركات الجوية العالمية
في تزامن مع التشييع، أعلنت شركتا "إير فرانس" و"طيران الإمارات" عن إلغاء رحلاتهما إلى لبنان في 23 فبراير بسبب الأحداث المتوقعة في ذلك اليوم.

## ردود دولية
- طالب وزير الإعلام اليمني، معمر الإرياني، الحكومة اللبنانية باعتقال قادة حوثيين سيشاركون في الجنازة مؤكدًا أن تحركاتهم "ليست مجرد مشاركة في مراسم التشييع"، بل هي جزء من محاولة "إعادة ترتيب صفوف المحور الإيراني" بعد الضربات التي تعرض لها. وأوضح الإرياني أن هذه التحركات مرتبطة بهجمات إرهابية على السفن التجارية وناقلات النفط، مما يشكل تهديدًا للأمن الإقليمي والدولي. وطالب لبنان باتخاذ موقف صارم وتسليم الحوثيين للحكومة اليمنية، مشددًا على ضرورة منعهم من الاستفادة من لبنان كملاذ آمن.[20]

## صور

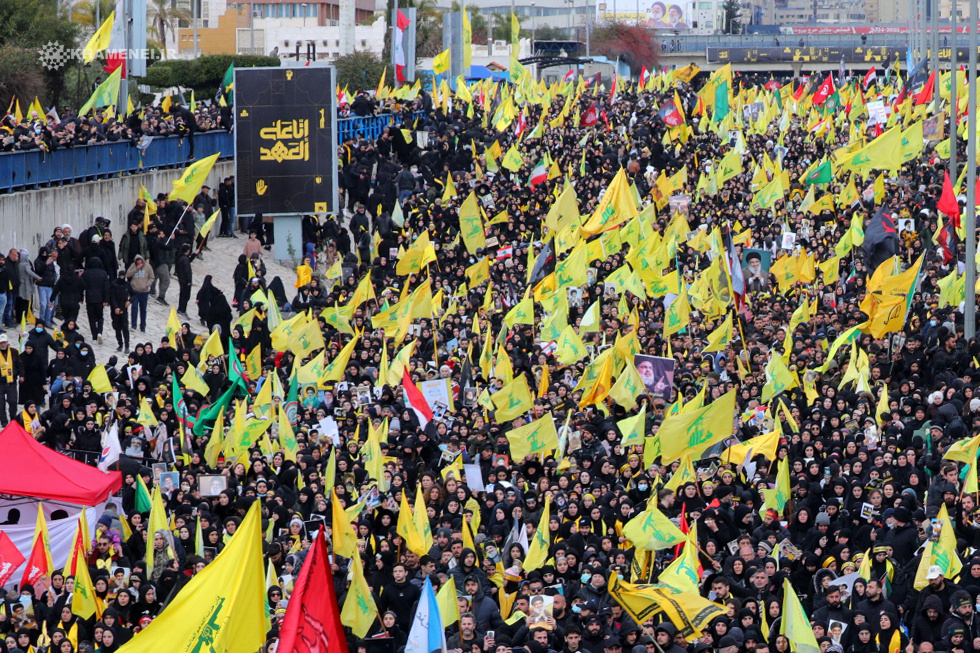
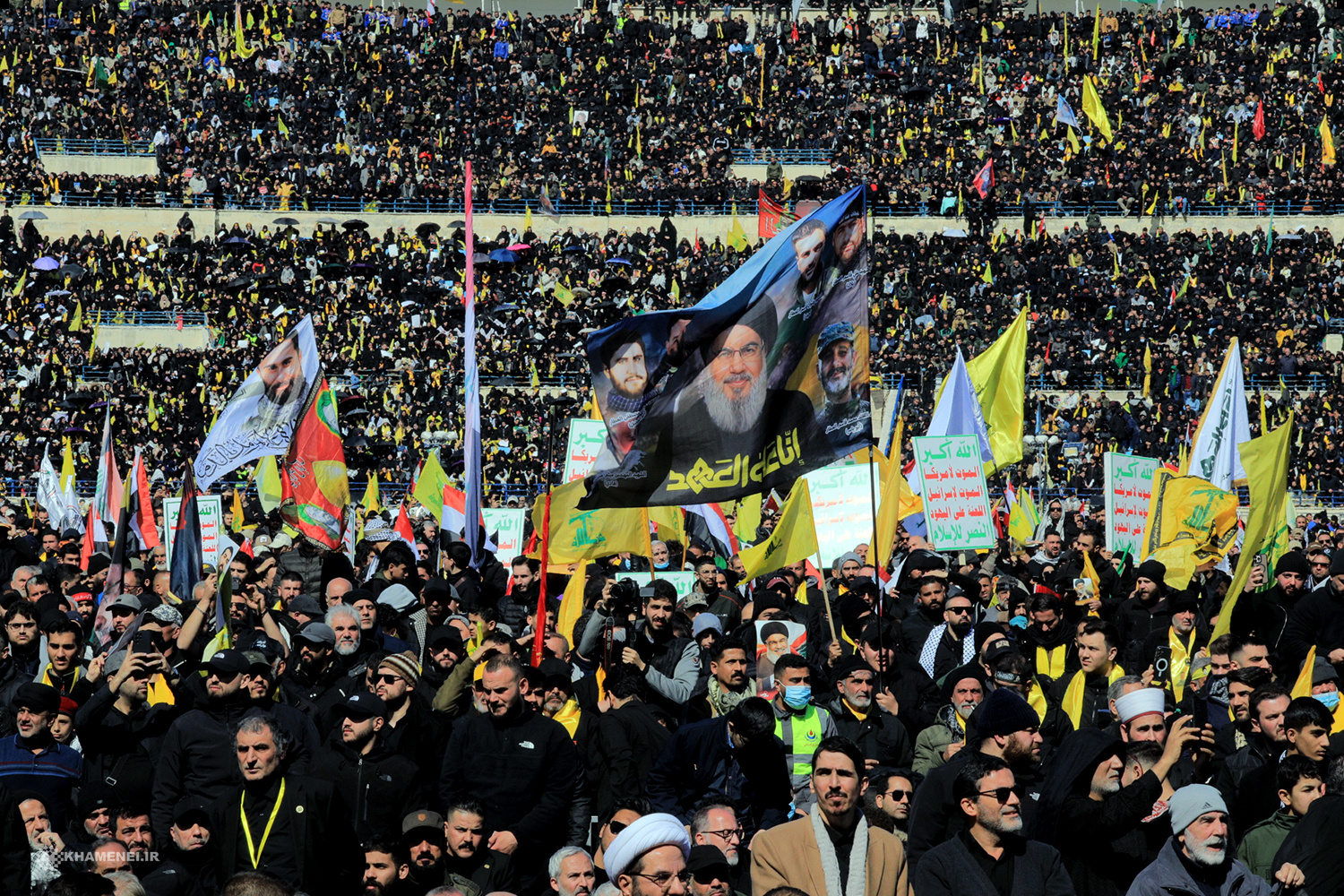
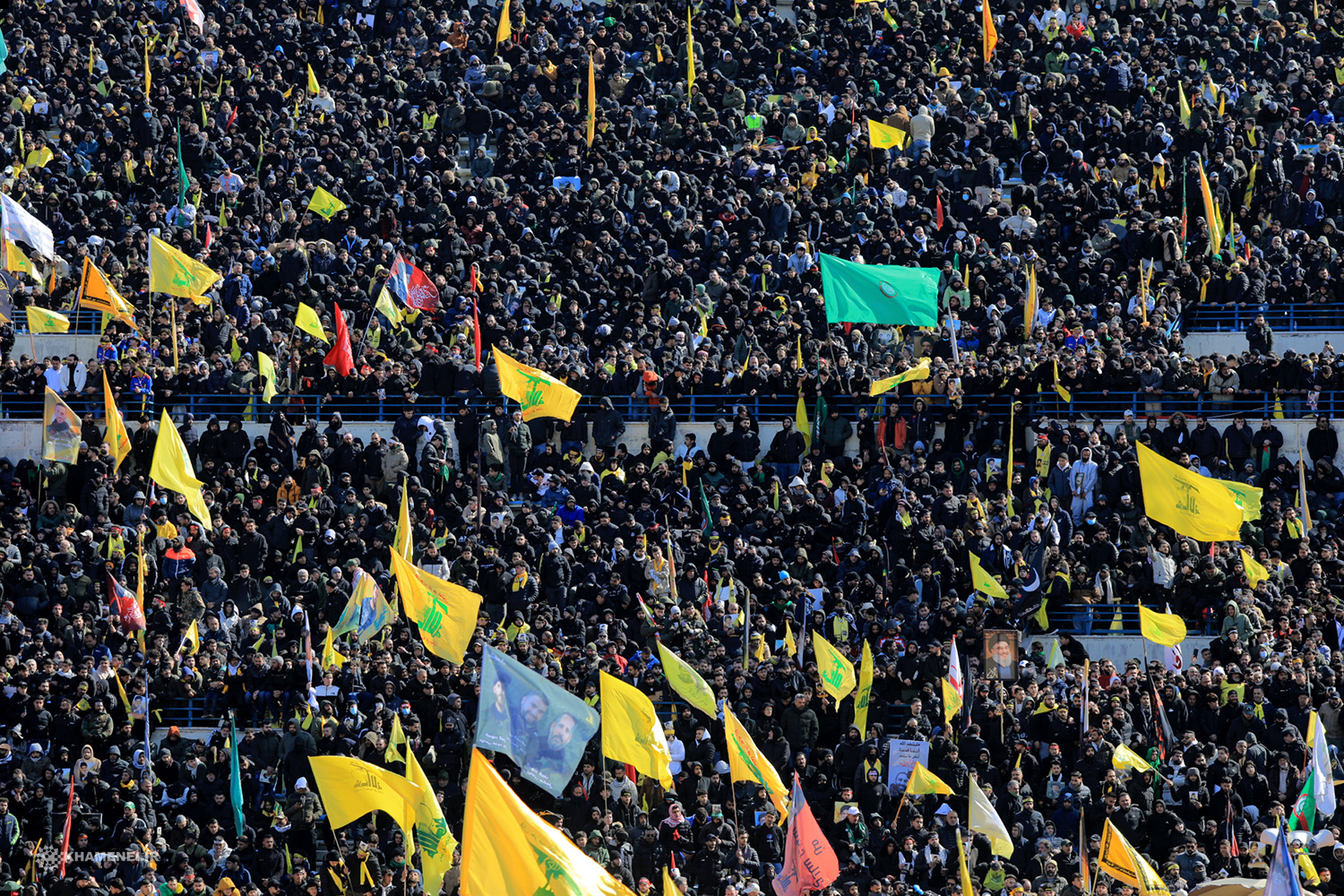
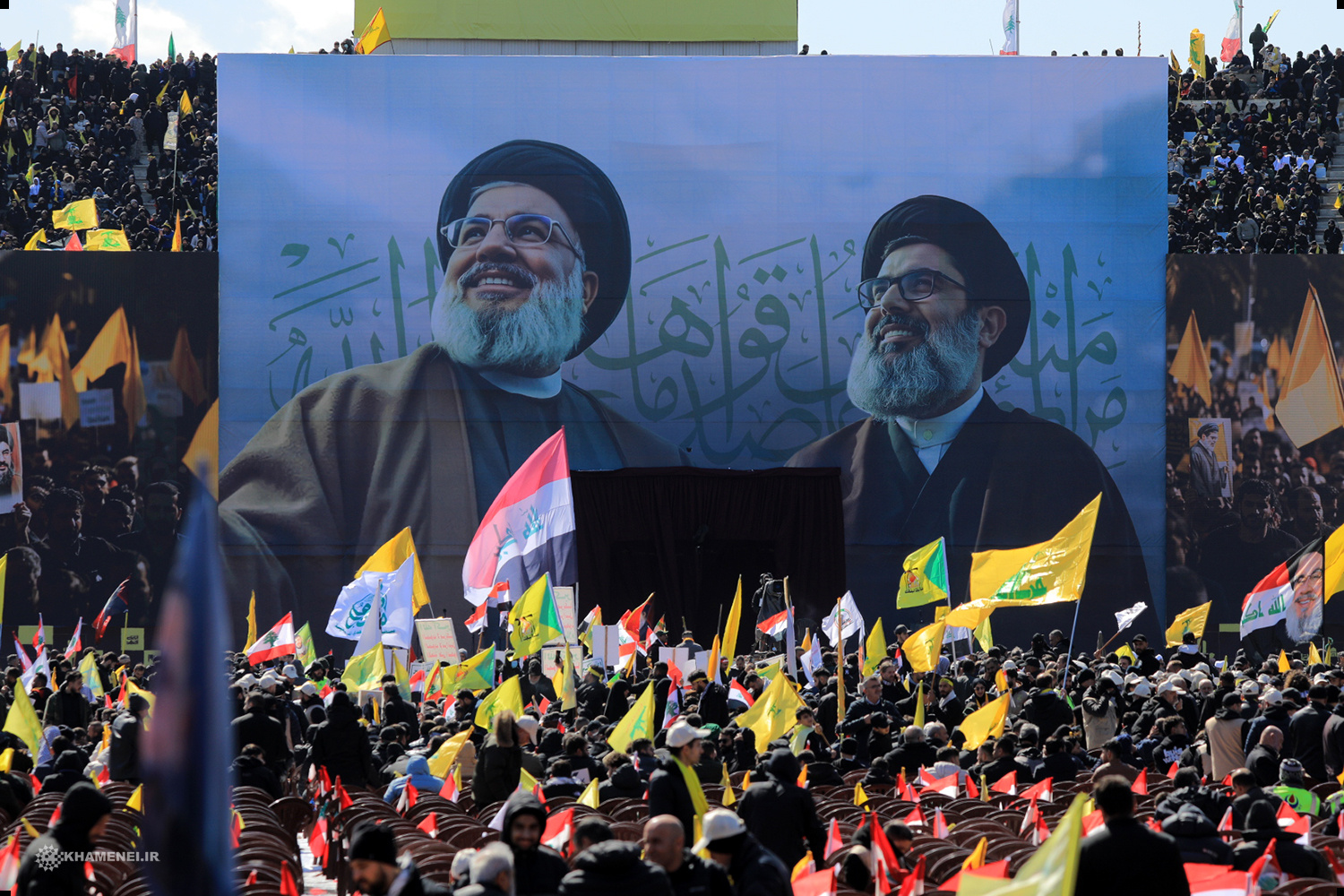
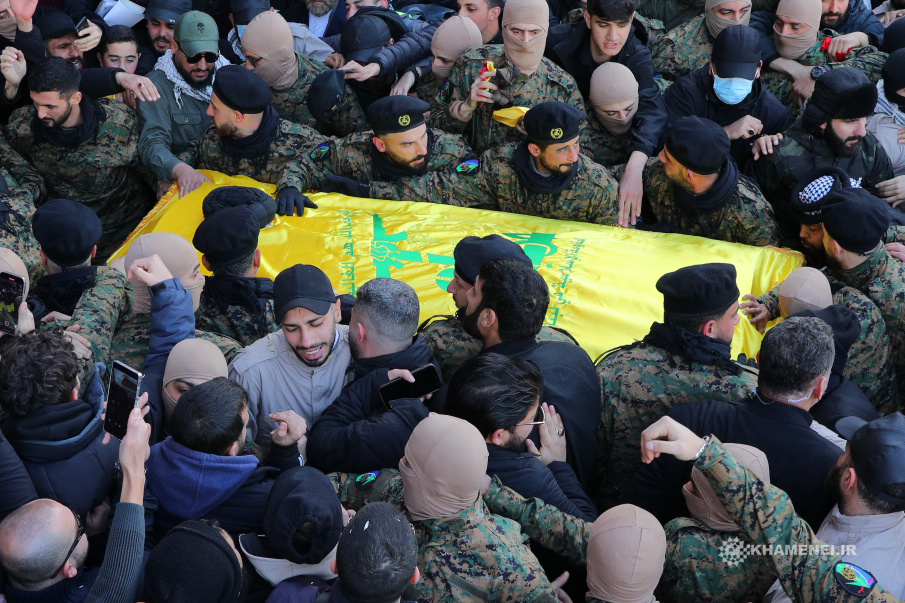
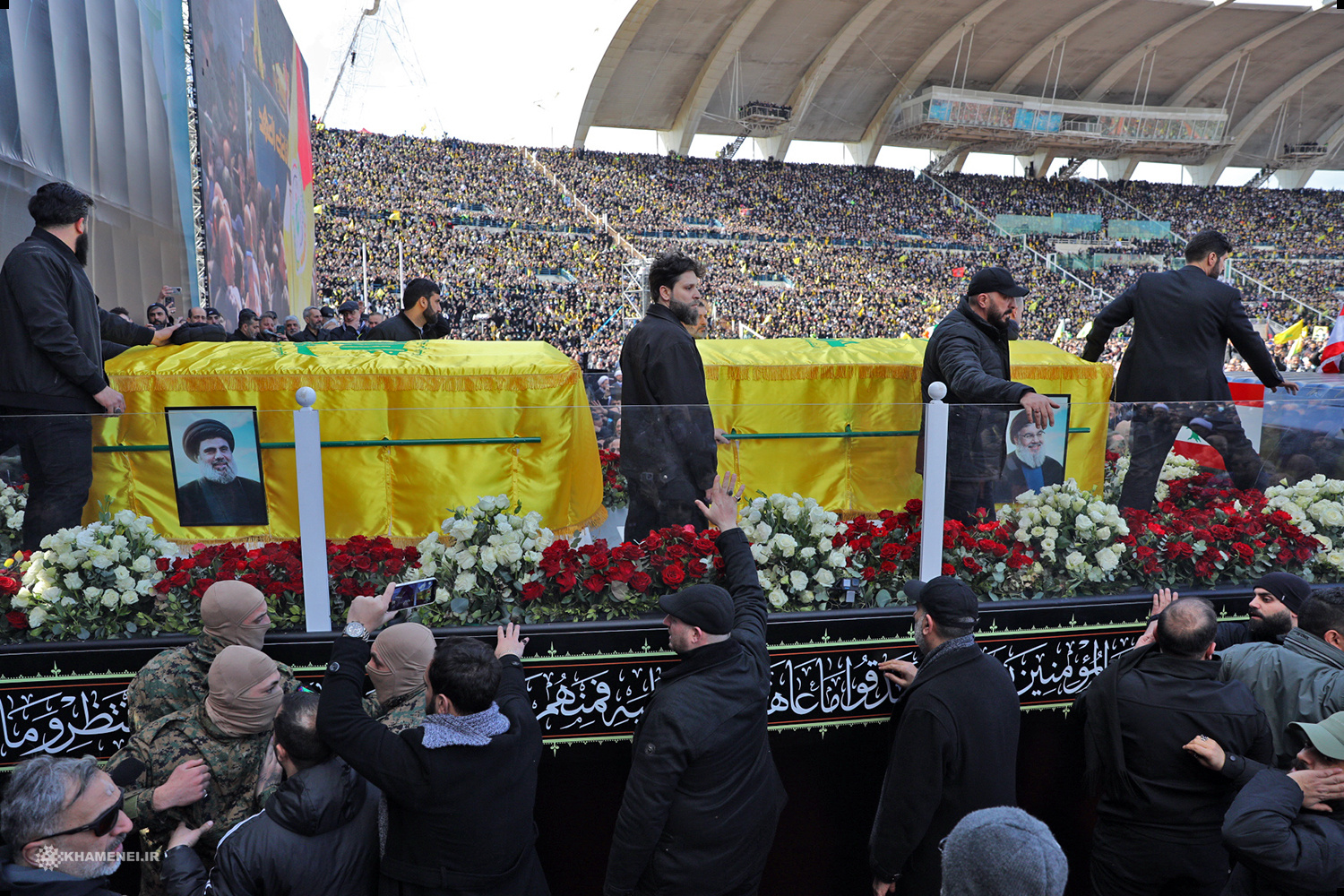